# Danjon (cratère)
Pour les articles homonymes, voir Danjon.
Danjon est un cratère d'impact lunaire situé sur de la face cachée de la Lune. Il est situé en face du contour sud-ouest du cratère D'Arsonval. Au nord-ouest de Danjon se trouve le cratère Perepelkin et juste au sud immédiat le cratère Fermi.
Le bord du cratère Danjon est quelque peu usé. Le contour nord-est de Danjon touche celui du cratère D'Arsonval en son sud-ouest. Le cratère Danjon recouvre en son sud-est une partie du petit cratère satellite « Danjon X ». Le plancher intérieur est irrégulier et marqué par plusieurs petits craterlets.
En 1970, l'Union astronomique internationale lui a attribué le nom de Danjon en l'honneur de l'astronome français André Danjon.

## Cratères satellites

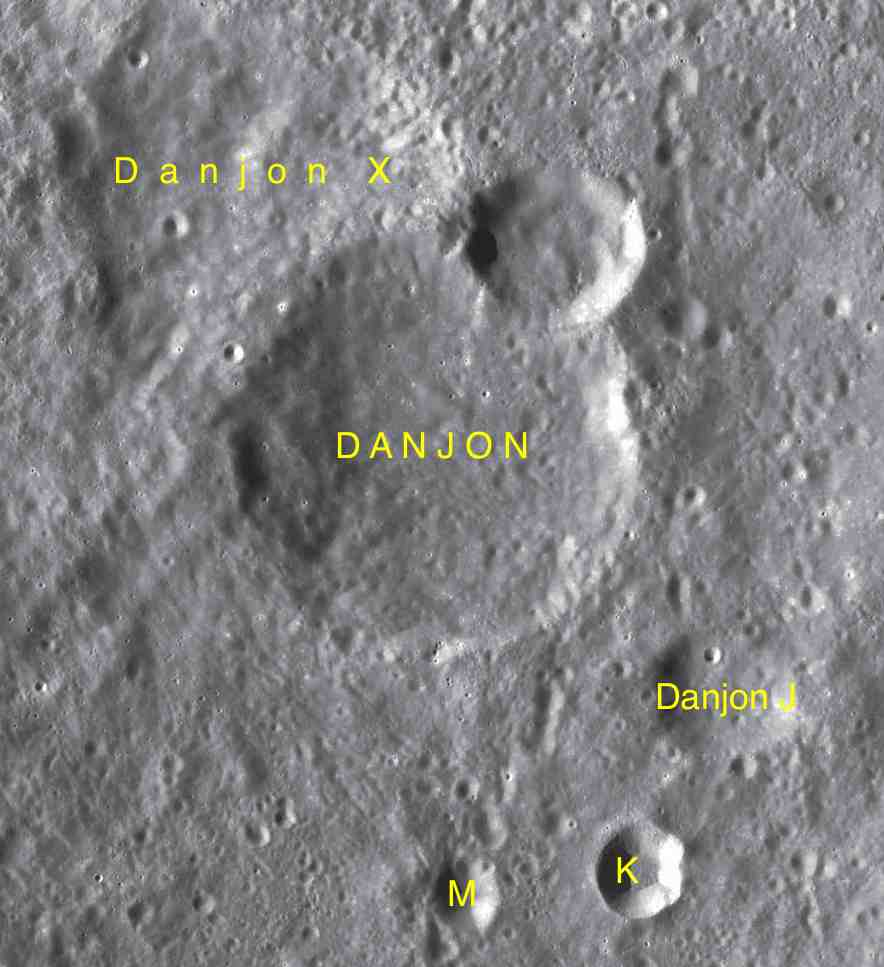
Carte des cratères satellites de Danjon.

Par convention, les cratères satellites sont identifiés sur les cartes lunaires en plaçant la lettre sur le côté du point central du cratère qui est le plus proche de Danjon.
| Danjon | Latitude | Longitude | Diamètre |
| ------ | -------- | --------- | -------- |
| J      | 12.8° S  | 125.6° E  | 23 km    |
| K      | 13.8° S  | 125.1° E  | 17 km    |
| M      | 13.9° S  | 124.1° E  | 12 km    |
| X      | 10.0° S  | 122.8° E  | 65 km    |